# Bogdan Hussakowski
Bogdan Hussakowski (ur. 3 września 1941 w Zakopanem, zm. 5 listopada 2010 w Krakowie) – polski reżyser, aktor, scenarzysta. 

## Życiorys
Ukończył studia na Wydziale Aktorskim Państwowej Wyższej Szkoły Teatralnej w Krakowie oraz Wydział Reżyserii Państwowej Wyższej Szkoły Teatralnej w Warszawie.
Współpracował z Narodowym Teatrem Starym w Krakowie oraz teatrami Poznania, Opola i Warszawy. W latach 1975–1979 był dyrektorem artystycznym Teatru Dramatycznego im. Jana Kochanowskiego w Opolu. Od września 1979 do sierpnia 1992 kierował Teatrem im. Stefana Jaracza w Łodzi, zaś w latach 1992–1999 Teatrem im. Juliusza Słowackiego w Krakowie. Od 1967 był pedagogiem w Państwowej Wyższej Szkole Teatralnej w Krakowie na Wydziale Reżyserii. Zrealizował wiele spektakli telewizyjnych (Wiśniowy sad Czechowa, Anatol i Korowód Schnitzlera, Wesele Canettiego, Zdziczenie obyczajów pośmiertnych Leśmiana, Ewa Szaniawskiego, Sprawa kobiet Bałuckiego). Reżyserował również w teatrach operowych. Został wyróżniony na Grand Prix Festiwalu w Pradze – Złota Praga – za film muzyczny Jutro według Josepha Conrada. Reżyserował w ZSRR, Japonii, Jugosławii, Francji, Norwegii.
4 października 2006 został Honorowym Obywatelem Województwa Opolskiego. W 2008 został odznaczony Srebrnym Medalem „Zasłużony Kulturze Gloria Artis”.
Pochowany na Cmentarzu Podgórskim (kwatera XXI-zach.-26)

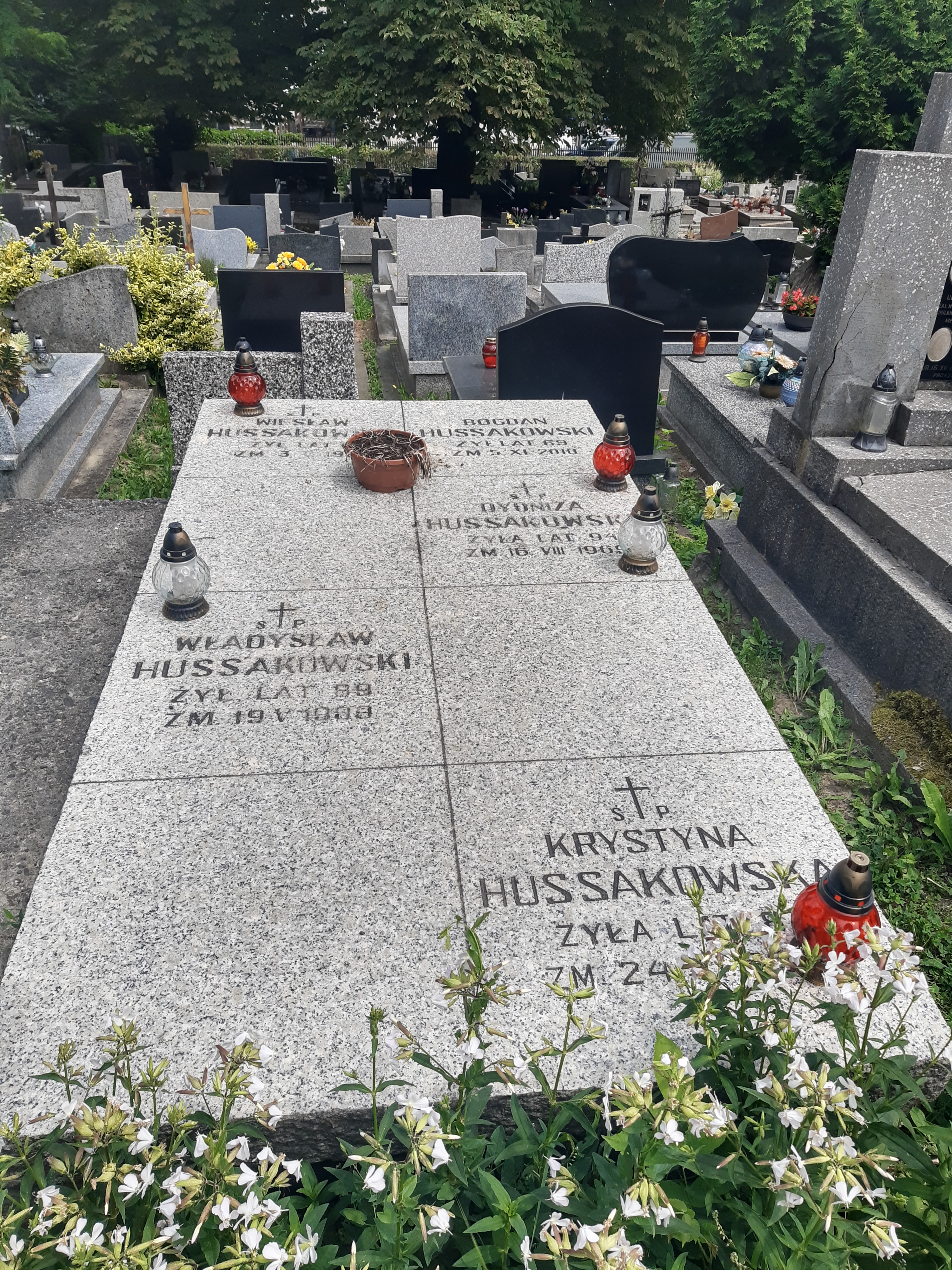
Grób Bogdana Hussakowskiego na Cmentarzu Podgórskim

Brat Marii Hussakowskiej-Szyszko.